# Ich steh' mit einem Fuß im Grabe
Ich steh' mit einem Fuß im Grabe (in tedesco, "Sono già con un piede nella fossa") BWV 156 è una cantata di Johann Sebastian Bach.

## Storia
La cantata Ich steh' mit einem Fuß im Grabe venne composta da Bach a Lipsia nel 1729 e fu eseguita per la prima volta il 23 gennaio dello stesso anno in occasione della terza domenica dopo l'epifania. Il libretto è di Christian Friedrich Henrici per il terzo ed il quinto movimento, di Johann Hermann Schein per il secondo e di Kaspar Bienemann per il sesto.
Il tema musicale deriva dagli inni Aus tiefer Not schrei ich zu dir, attribuito a Martin Lutero e pubblicato nel 1524, e Machs mit mir, Gott, nach deiner Güt, di Johann Hermann Schein , pubblicato nel 1628.

## Struttura
La cantata è composta per soprano solista, contralto solista, tenore solista, basso solista, coro, oboe, violino I e II, viola e basso continuo ed è suddivisa in sette movimenti:
1. Sinfonia.
2. Corale ed aria: Ich steh' mit einem Fuß im Grabe, per soprano, tenore, archi e continuo.
3. Recitativo: Mein Angst und Not, per basso e continuo.
4. Aria: Herr, was du willst, soll mir gefallen, per contralto, oboe, violino e continuo.
5. Recitativo: Und willst du, dass ich nicht soll kranken, per basso e continuo.
6. Corale: Herr, wie du willst, so schick's mit mir, per tutti.

La celebre sinfonia di apertura, derivante probabilmente da un perduto concerto per oboe, venne successivamente riutilizzata dallo stesso Bach per il concerto per clavicembalo e orchestra BWV 1056, assemblato a Lipsia nel 1742.